# Chemnitzer VV
Der Chemnitzer VV, offiziell Chemnitzer Volleyballverein, ist ein deutscher Volleyballverein aus der sächsischen Stadt Chemnitz. Er wurde 2019 gegründet und die erste Frauenmannschaft des Vereins spielt seit 2025 in der Dritten Liga.

## Geschichte
Im Jahr 2019 entschieden sich die beiden Chemnitzer Vereine SG Adelsberg und SSV Chemnitz ihre Kompetenzen im Frauenvolleyball zu bündeln und gründeten den Chemnitzer Volleyballverein, kurz Chemnitzer VV. Die Satzung wurde am 13. Juni 2019 errichtet und am 5. Juli 2019 wurde der Verein vom Amtsgericht Chemnitz ins dortige Vereinsregister eingetragen. Zur Saison 2019/20 stieg der Verein in den Spielbetrieb ein und übernahm alle Frauenmannschaften der beiden Gründungsvereine.
Da die erste Mannschaft des SG Adelsberg in der Saison 2018/19 die Sachsenliga gewinnen konnte, startete die Mannschaft unter dem neuen Namen in der Saison 2019/20 in der Regionalliga Ost. Dort gelang es der Mannschaft sich immer im oberen Mittelfeld zu platzieren. In den Spielzeiten 2023/24 und 2024/25 konnte die Mannschaft jeweils hinter dem Dresdner SSV bzw. dem VSV Jena die Vizemeisterschaft gewinnen. Zur Saison 2025/26 ergab sich zudem kurzfristig die Möglichkeit des Aufstiegs in die Dritte Liga, welche die Mannschaft und der Verein wahrnahmen. In der Dritten Liga wurden sie in die Ost-Staffel einsortiert.